# Paride Tumburus
Paride Tumburus (ur. 8 marca 1939 w Akwilei, zm. 23 października 2015 tamże) – włoski piłkarz występujący na pozycji obrońcy.
Z zespołem Bologna FC w 1964 zdobył Mistrzostwo Włoch. W pierwszej reprezentacji Włoch w latach 1962–1963 rozegrał 4 mecze. Wystąpił na Mistrzostwach Świata w Chile w 1962 oraz Igrzyskach Olimpijskich w Rzymie w 1960.